# Sociedad de Ciencias Médicas de Lisboa
La Sociedad de Ciencias Médicas de Lisboa SCML (en portugués: Sociedade das Ciências Médicas de Lisboa) es una institución científica y académica portuguesa de profesionales médicos.

## Historia
Fue fundada en Lisboa el 1 de diciembre de 1822 con el fin de contribuir a la mejora de los conocimientos médicos en todas las ramas: en sus aspectos teóricos y aplicados, de carácter individual, colectivo y social. Con ese objetivo, la entidad organiza reuniones científicas, conferencias y cursos especializados para sus miembros y para los profesionales de la salud en general, publica Jornal da Sociedade das Ciências Médicas de Lisboa, que es una revista científica, y mantiene un conjunto de actividades destinadas a apoyar la actividad científica en el área médica, la colaboración con entidades similares y el desarrollo del intercambio cultural y científico entre las personas interesadas en la medicina.
La entidad también otorga dos premios: los Premios Pfizer de Investigaçión Básica y de Investigación Clínica Clínica y el Premio SCML/MSD en Salud Pública y Epidemiología Clínica.
El 28 de noviembre de 1925 la entidad fue galardona con el Gran Cruz de la Orden Militar de Santiago de la Espada.